# Euscaphis
Euscaphis es un género con ocho especies de plantas fanerógamas perteneciente a la familia Staphyleaceae. Actualmente este género se incluye dentro de Staphylea.

## Especies seleccionadas
- Euscaphis chinensis
- Euscaphis fukiensis
- Euscaphis japonica